# Sven Schlicht
Sven Schlicht (* 23. August 1991 in Gießen) ist ein deutscher Eishockeyspieler, der auf der Position des Stürmers spielt und seit Dezember 2014 für den EHC Neuwied aufläuft.

## Karriere
Sven Schlicht entstammt dem Nachwuchs des EC Bad Nauheim, spielte dort in der Jugend-Bundesliga und wechselte mit 16 in die Nachwuchsabteilung des Iserlohner EC, für den er zwei Jahre sowohl in der Deutschen Nachwuchs-Liga, als auch in der zweiten Mannschaft in der Regionalliga eingesetzt wurde. 
Die Saison 2009/10 verbrachte Sven zusammen mit seinem Zwillingsbruder Dennis, im Osten der Republik und spielte jeweils eine halbe Saison für die Jonsdorfer Falken und den ELV Tornado Niesky. Danach trennten sich die Wege der Brüder und Sven wurde von den Fischtown Pinguins Bremerhaven verpflichtet, bei denen er sowohl in der Junioren-Mannschaft auflief, als auch im Zweitligateam. Nach über 60 Partien in der zweithöchsten Eishockeyliga, wechselte er wieder zu seinem Heimatklub nach Bad Nauheim, schaffte mit den Roten Teufel den Aufstieg aus der Oberliga und blieb ein weiteres Jahr in der DEL2.
Im Sommer 2014 erhielt er keinen neuen Vertrag in der ersten Mannschaft und spielte vorerst für die Zweitvertretung der Kurstädter. Im Dezember wurde er dann zusammen mit seinem Bruder Dennis vom EHC Neuwied unter Vertrag genommen.